# قسم هندميني الريفي (مقاطعة درة شهر)
قسم هندميني الريفي (بالفارسية: دهستان هندمینی) هي قسم تقع في إيران في مقاطعة بدرة. يقدر عدد سكانها بـ 7,841 نسمة, في 1516 عائلة.
ويوجد في قسم هندميني الريفي 12 قرية.